# Макнайт, Джилл
Джилл Макнайт (англ. Jill McKnight; род. 31 мая 1979) — канадский политический и государственный деятель, член Либеральной партии Канады. Министр по делам ветеранов (с 2025).

## Биография
Окончила Университет Виктории со степенью бакалавра коммерции по частному предпринимательству. Занимала должность исполнительного директора Торговой палаты Делты.
28 апреля 2025 года победила на парламентских выборах в округе Делта, сохранив его под контролем Либеральной партии после ухода из политики обладательницы мандата — Карлы Кволтру.
13 мая 2025 года в ходе масштабных перестановок в правительстве Карни по итогам выборов Макнайт получила портфель министра по делам ветеранов, а также назначена помощником министра обороны.